# Loi organique du 2 août 1875 sur l’élection des sénateurs
Lire en ligne

Wikisource

La loi organique du 2 août 1875 sur l'élection des sénateurs est une loi organique de la Troisième République française, votée le 2 août 1875 par l'Assemblée nationale, qui précise les modalités de l'élection des sénateurs, et qui complète donc la loi du 24 février sur l'organisation du Sénat. Elle a été profondément modifiée par la loi du 9 décembre 1884.
Elle commence par décrire (articles 1 à 9) l'organisation de l'élection des délégués municipaux, à raison de un par conseil municipal, qui représentent les communes dans le collège électoral. Cette élection se fait ainsi à bulletin secret, et les électeurs sont les membres du conseil municipal.
Les articles suivants décrivent les modalités du vote du collège électoral. Celui-ci est présidé par le président du tribunal civil du chef-lieu du département (article 12). L'article 15 dispose que, pour être élu lors du premier ou du deuxième tour, un candidat doit réunir la majorité absolue et au moins un quart des électeurs inscrits, alors qu'au troisième tour, la majorité relative suffit.
Les articles 20 et 21 énumèrent les incompatibilités entre le mandat de sénateur et certaines charges de la fonction publique.
Enfin, les derniers articles fixent les modalités d'élection des sénateurs inamovibles. Ils sont ainsi élus par l'Assemblée nationale, puis, après la séparation de cette dernière, par le Sénat lui-même, au scrutin de liste, à la majorité absolue des suffrages.